# سيغورد إيبسن
سيغورد إيبسن هو صحفي وكاتب وقانوني وسياسي نرويجي، ولد في 23 ديسمبر 1859 في كريستيانية ‏ في النرويج، وتوفي في 14 أبريل 1930 في فرايبورغ في ألمانيا. نشط حزبياً في الحزب الليبرالي. وقد انتخب  (21 أبريل 1902 – 22 أكتوبر 1903) وانتخب Norwegian prime minister in Stockholm ‏ (22 أكتوبر 1903 – 13 مارس 1905).